# Стабілізатор мастоцитів

Кромолін

Недокроміл

Стабілізатори мастоцитів (тучних клітин) — група ліків із антиалергічним ефектом.
Мастоцити — це клітини імунної системи, що виділяють гістамін після стимуляції антитілами внаслідок розвитку алергії. Стабілізатори мастоцитів прикріплюються до тучних клітин, стабілізують їхню клітинну мембрану й запобігають таким чином (принаймні, частково) вивільненню гістаміну з гранул.
Надлишок препарату при можливому передозуванні виводиться з організму без небезпеки для нього. Це означає, що стабілізатори мастоцитів можуть прийматися тривалий час. У наш час у препаратах містяться передовсім 2 речовини з групи кромогенів: кромогліцієва кислота (кромолін) та недокроміл натрію.